# Per i tuoi larghi occhi/Fila la lana
Per i tuoi larghi occhi/Fila la lana è il settimo singolo di Fabrizio De André, pubblicato in Italia dalla Karim nel 1965.

## Tracce
1. Per i tuoi larghi occhi (testo: Fabrizio De André – musica: Elvio Monti)
2. Fila la lana (testo: Fabrizio De André – musica: Robert Marcy)

## Copertina
La copertina raffigura una foto del cantautore.

## Produzione
Entrambe le canzoni sono arrangiate da Elvio Monti, autore della musica di Per i tuoi larghi occhi, e sono state registrate negli studi Dirmaphon di Viale Pola a Roma (dove incidevano gli artisti della RCA Italiana).

## Brani

### Per i tuoi larghi occhi
Il brano risente della poetica di Charles Baudelaire fin dal titolo, che è una citazione dell'autore:
(da La Beauté, Charles Baudelaire)
Nel brano un uomo si dispera per la fine del suo amore, una donna gelida dal «cuore di neve» che, pur non avendolo mai totalmente ricambiato, rimane fissa nei suoi pensieri.
L'arrangiamento è di Elvio Monti, già pianista di Claudio Villa, anche autore della musica de La città vecchia.

### Fila la lana
Sebbene lo stesso De André avesse presentato questo brano medievaleggiante come «una canzone popolare francese del quindicesimo secolo» che aveva conosciuto tramite Vittorio Centanaro, è stato in realtà composto da Robert Marcy nel 1948 e interpretato da Jacques Douai nel 1955. La versione originale trae a sua volta spunto dalla canzone Malbrough s'en va-t-en guerre (XVIII secolo).
Il testo narra la tragica vicenda della vedova del signore di Vly (nell'originale Monsieur de Marlbrough, modificato nella traduzione per ragioni di metrica), caduto in battaglia. Anche in questo pezzo ricorre il tema dell'inutilità della guerra: non si sa se il nobile fosse stato un "prode eroe", ma ciò non ha importanza per la dama che "per mill'anni e forse ancora piangerà la triste sorte".
La guerra di Valois di cui si parla è più nota come guerra di successione bretone (1361-1364), conflitto secondario che si svolse nell'ambito della guerra dei cent'anni.